# Hidden Treasures
Hidden Treasures는 1995년에 발매된 미국 스래시 메탈 밴드 메가데스의 EP이다. 이 EP는 기존 스튜디오 앨범에 수록되지 못했던 영화 주제가나, 커버곡등을 포함하고 있다. 미국판은 현재 절판되었으며, 일본판은 2006년 이후로 생산이 재개되었다. 유럽에선 이 EP가 Youthanasia의 보너스 CD로 제공되기도 했으며, 2007년 8월 30일자로 재생산되고 있다.
앨범 커버는 애리조나주의 피닉스 시 근방의 소축적 지도이다.

## 트랙

### 1995년 원판 트랙
1. "No More Mr. Nice Guy" (Alice Cooper, Michael Bruce) – 3:02
  - 영화 Shocker의 사운드트랙
2. "Breakpoint" (Dave Mustaine, David Ellefson, Nick Menza) – 3:29
  - 영화 Super Mario Bros.의 사운드트랙
3. "Go to Hell" (Mustaine, Friedman, Ellefson, Menza) – 4:36
  - 영화 Bill & Ted's Bogus Journey의 사운드트랙
4. "Angry Again" (Mustaine) – 3:47
  - 영화 Last Action Hero의 사운드트랙
5. "99 Ways to Die (Mustaine) – 3:58
  - 미국 만화영화 The Beavis and Butt-head Experience의 컴필레이션 앨범 수록곡
6. "Paranoid" (Ozzy Osbourne, Tony Iommi, Geezer Butler, Bill Ward) – 2:32
  - Nativity in Black: A Tribute to Black Sabbath 컴필레이션 앨범 수록곡
7. "Diadems" (Mustaine) – 3:56
  - 영화 Tales from the Crypt Presents Demon Knight의 사운드트랙
8. "Problems" (Johnny Rotten, Steve Jones, Glen Matlock, Paul Cook) – 3:57
  - 싱글 A Tout le Monde의 프로모션 앨범 수록곡

### 한정판 트랙
1. "A Tout le Monde" (Mustaine) – 4:29
  - 앨범 Youthanasia에 원곡 수록
2. "Symphony of Destruction" (Mustaine) – 5:29
  - 앨범 Countdown to Extinction에 원곡 수록
3. "Architecture of Aggression (Demo)" (Mustaine, Ellefson) – 2:49
  - 앨범 Countdown to Extinction의 데모. 2004년도 리마스터반에 보너스 트랙으로 수록.
4. "New World Order" (Demo) (Mustaine, Friedman, Ellefson, Menza) – 3:47
  - 앨범 Youthanasia의 데모. 2004년도 리마스터반에 보너스 트랙 수록.
5. "No More Mr. Nice Guy" (Cooper, Bruce) – 3:02
6. "Breakpoint" (Mustaine, Ellefson, Menza) – 3:29
7. "Go to Hell" (Mustaine, Friedman, Ellefson, Menza) – 4:36
8. "Angry Again" (Mustaine) – 3:48
9. "99 Ways to Die" (Mustaine) – 3:58
10. "Paranoid" (Osbourne, Iommi, Butler, Ward) – 2:32
11. "Diadems" (Mustaine) – 3:55
12. "Problems" (Rotten, Jones, Matlock, Cook) – 3:57

### 2006/2007년 재발매판 트랙
1. "No More Mr. Nice Guy" (Cooper, Bruce) – 3:02
2. "Breakpoint" (Mustaine, Ellefson, Menza) – 3:29
3. "Go to Hell" (Mustaine, Friedman, Ellefson, Menza) – 4:36
4. "Angry Again" (Mustaine) – 3:48
5. "99 Ways to Die" (Mustaine) – 3:58
6. "Paranoid" (Osbourne, Iommi, Butler, Ward) – 2:32
7. "Diadems" (Mustaine) – 3:55
8. "Problems" (Rotten, Jones, Matlock, Cook) – 3:57
9. "A Tout le Monde" (Mustaine) – 4:29
10. "Symphony of Destruction (Demo)" (Mustaine) – 5:29
11. "Architecture of Aggression (Demo)" (Mustaine, Ellefson) – 2:49
12. "New World Order" (Demo) (Mustaine, Friedman, Ellefson, Menza) – 3:47

## 제작자
- Dave Mustaine - 리드 보컬, 기타
- Marty Friedman - 기타, 배킹 보컬
- David Ellefson - 베이스 기타, 배킹 보컬
- Nick Menza - 드럼

## 내용
- "No More Mr. Nice Guy"는 앨리스 쿠퍼의 곡으로 앨범 Billion Dollar Babies수록곡이다.
- "99 Ways to Die"는 MTV 유럽지부의 120 Metal Minutes에서 등장하는 각 노래간 삽입곡으로 사용되었다.
- "Paranoid"는 블랙 새버스의 앨범 Paranoid의 곡이다. 곡 후반부에, 닉 멘자는 곡이 끝난 후에도 드럼을 계속 치고, 머스테인은 "Nick!"을 계속 외친다. 그 후 닉 멘자는 "Fuck me playing"이라고 외친다. CD에는 매우 작은 소리로 녹음되었으나, 실제 스튜디오에서는 큰 소리였다고 한다.
- "Problems"은 Sex Pistols의 커버곡으로, 원곡은 앨범 Never Mind the Bollocks, Here's the Sex Pistols에 등장했다.
- 이 EP는 Wendy Dougan이 디자인했다.
- 이 EP에 등장하는 "A Tout Le Monde"는 라디오 방송판이라는 꼬리표가 붙어있으나, 노래 자체는 동일하다. 단, 타악기부에서 원곡에는 없는 탬버린 연주가 추가되었다.
- "New World Order"는 데모곡이고, 원곡은 Duke Nukem: Music To Score By 컴필레이션 앨범에 수록되었다. 이 데모곡은 2004년도 리마스터판 Youthanasia에도 수록되었으며, 원곡과는 달리 일부 기타 연주가 빠져있다.
- 이 EP는 Vic Rattlehead가 등장하지 않는 메가데스의 3개 앨범 중 하나이다(나머지 두 앨범은 Cryptic Writings, Risk). 단, 일부 버전에서는 해적기에 얼굴이 그려져 있다.